# Sjællandsgade Bad
Das Sjællandsgade Bad (dänisch, deutsch etwa Seelandstrasse-Bad) ist eine historische Badeanstalt in Nørrebro, einem Stadtteil von Kopenhagen. Das im Neobarockstil erbaute Gebäude wurde 2011 in die Liste der denkmalgeschützten Bauwerke aufgenommen. Kurz darauf wurde das Bad von Freiwilligen übernommen und nach längerer Schließungszeit wieder eröffnet.

## Geschichte
1898 schlugen die Sozialdemokraten, vor, eine Reihe öffentlicher Bäder zu errichten. Damit wollte man die hygienischen Probleme in den städtischen Arbeitervierteln in den Griff bekommen. In den häufig überfüllten Arbeiterwohnungen gab es in der Regel noch keine Badezimmer. Daraufhin wurden an der Saxogade, der Sofiegade und der Helsingørsgade öffentliche Waschhäuser errichtet. Das öffentliche Waschhaus an der Sjællandsgade wurde 1916/17 errichtet. Im Erdgeschoss war das Damenabteil, im ersten Stock die Waschräume für die Herren. Gezeichnet wurde das Gebäude von Stadtbaumeister Hans Wright.
Das Badehaus wurde geschlossen, nachdem Badezimmer mit Duschen oder Bädern in den Häusern üblich wurden.

## Architektur

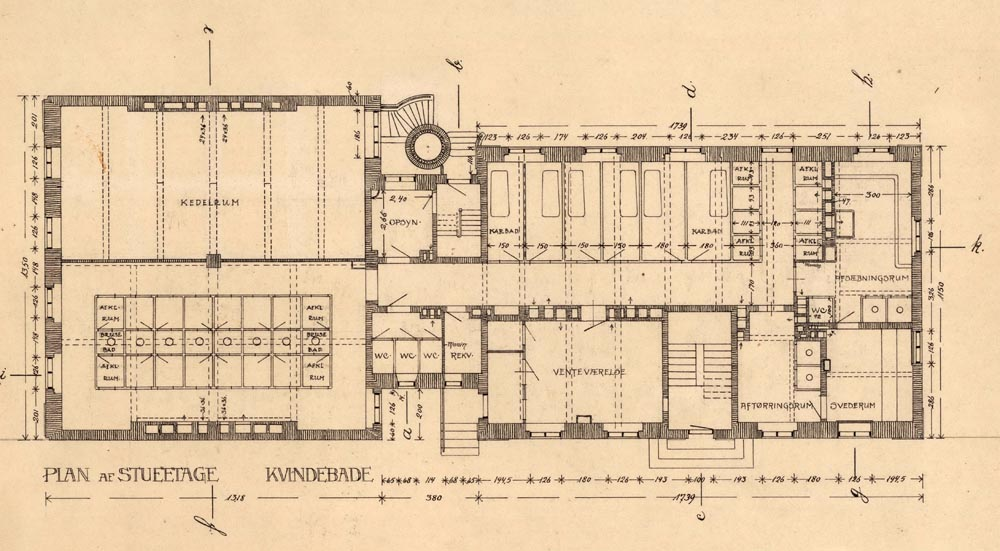
Bauplan des Erdgeschosses (Damen)

Entworfen im seinerzeit populären Neobarock, ist die Waschanstalt aus roten Ziegeln gebaut, mit symmetrisch angeordneten Fenstern und einem mit roten Ziegeln belegten Walmdach. Ein ursprünglich neben dem Gebäude errichteter Kamin existiert nicht mehr.

## Heute
Nachdem das Gebäude unter Denkmalschutz gestellt worden war, wurde das Wasch- und Badehaus von Freiwilligen wieder eröffnet. Es bietet heute wie damals Duschen und Wannenbäder an. Zusätzlich wurde eine Sauna eingerichtet. Im ganzen Sjællandsgade Bad ist das Tragen von Badekleidung freiwillig.